# John Gray (socialista)
John Gray (1799-1883) foi um socialista e economista britânico.

## Biografia
Muito pouca informação pessoal sobre John Gray está disponível. Ele viveu principalmente em Edimburgo. De acordo com seu próprio relato, era um pobre estudante que abandonou a escola cedo, indo para Londres para trabalhar numa fábrica. Suas dificuldades o convenceram dos males do sistema econômico e levou-o a ler os escritos de Adam Smith, David Ricardo e outros economistas, e ter interesse em vários esquemas de reforma social. Ele era um admirador do reformador social Abram Combe. Gray foi por algum tempo associado com o movimento cooperativo de Robert Owen e foi um dos seguidores do Socialismo Ricardiano, junto com Thomas Hodgskin e John Francis Bray. .
John Gray escreveu vários livros, incluindo Lectures on Human Happiness (1825), The Social System: A Treatise on the Principle of Exchange(1831), An Efficient Remedy for the Distress of Nations (1842), The Currency Question(1847), Lectures on the Nature and Use of Money (1848) e vários outros. Em 1825, John Gray e seu irmão James fundaram o Edinburgh and Leith Advertiser e em 1826 o North British Advertiser.
Em 1844-49, encontramos os irmãos listados como proprietários do jornal Gray's Local Advertiser em Glasgow. John Gray também contribuiu com artigos para uma variedade de revistas na Grã-Bretanha e até mesmo no Estados Unidos, como o artigo sobre "Reforma industrial" publicado em 1848 no United States Magazine and Democratic Review.
Karl Marx cita Grey, juntamente com outros socialistas Ricardianos, em sua polêmica contra Pierre-Joseph Proudhon. Criticou as ideias de Gray e de outros socialistas ricardianos em sua obra Contribuição para a Crítica da Economia Política (1859).
Não se sabe muito mais sobre John Gray.  Em 1846, há uma referência a ele no The Law Times, citando "falido, cuja propriedade foram totalmente administrada".
Apesar de 1883 é dado como o ano de sua morte na maioria das fontes mais recentes, muitas outras fontes citam o ano como 1850.